# Letališče Konstantin Veliki - Niš
Letališče Konstantina Velikega Niš (srbsko Аеродром Константин Велики Ниш/Aerodrom Konstantin Veliki Niš) (IATA: INI, ICAO: LYNI), se nahaja 4 km severozahodno od središča mesta Niš v predmestju Medoševac in Popovac. Je drugo največje in drugo najbolj zasedeno letališče v Srbiji, takoj za  Letališčem Nikole Tesle Beograd.

## Zgodovina

### Zgodnja leta
Prvo letališče, ki je služilo mestu Niš, je bilo ustanovljeno leta 1910, blizu vasi Donje Međurovo. V tridesetih letih dvajsetega stoletja je takratna nacionalna letalska družba Aeroput letališče uporabljala za civilno službo. Leta 1935 je Aeroput vključil postanek v Nišu v svoji, takrat domači, progi, ki je povezovala Beograd s Skopjem.
Med in po drugi svetovni vojni so letališče uporabljali kot vojaško oporišče. Med drugimi enotami je bila baza za 63. padalsko brigado in 119. helikoptersko brigado. Del letališča še vedno uporabljaVojno letalstvo in zračna obramba Srbije. Leta 1952 so na mestu današnjega letališča zgradili prvo betonsko vzletno-pristajalno stezo, dolgo 1,500 m in jo uporabljali za vojaške lete. Da bi ohranili korak z razvojem vojaških in civilnih zrakoplovov, je bila leta 1972 dolžina vzletno-pristajalne steze podaljšana na 2200 m za namestitev večjih sodobnih gospodarskih zrakoplovov.
Leta 1970 so letališče uporabljali za občasne prevoze do obale Jadrana. Do osemdesetih let dvajsetega stoletja je ta občasna služba privedla do tega, da so lokalne oblasti prepoznale potrebe prebivalcev Niša in Južne ter Vzhodne Srbije ter upoštevale gospodarski razvoj mesta. Združenje gospodarskih in političnih subjektov je pripravilo podrobne pogoje in leta 1986 sprejelo odločitev o ustanovitvi subjekta "Letališče Niš".
Končna zgradba in pomožni podporni objekti so bili zgrajeni in odprti leta 1986. Ta projekt je vključeval tudi asfaltno prevlečeno vzletno-pristajalno stezo in vgrajen sistem luči, ki so omogočale vizualno vodenje spuščanja letal ponoči. Zanimiv podatek je, da razvoja zračnega prometa v Nišu ni začela le JAT Yugoslav Airlines, temveč tudi slovensko podjetje Inex-Adria Airways (danes Adria Airways), čeprav sta bili takrat obe domači letalski družbi.
Razpad Jugoslavije v začetku devetdesetih let je močno zmanjšal število potovanj do Jadranskega morja, Ljubljane in Zagreba, nekdaj najprometnejših zračni poti iz Niša. Sledile so sankcije Združenih narodov, uvedene proti Srbiji in Črni gori, vključno z prepovedjo mednarodnih letalskih potovanj. V teh okoliščinah je obseg prometa dosegel najnižjo točko, edini leti so potekali v poletnem času do letališča Tivat. Leta 1998 se je obseg prometa povečal zaradi velike količine zračnega prometa iz mednarodnega letališča v Prištini, ki je bil izven uporabe zaradi številnih meglenih dni, v katerih je promet uspešno potekal iz Niša. Letališče je bilo močno poškodovano med Natovim bombardiranjem Jugoslavije leta 1999
Letališče so ponovno odprli leta 2003 s finančno pomočjo norveške vlade. Škoda, ki je nastala med bombnim napadom, je bila sanirana, vključno z izgradnjo novega nadzornega stolpa in obnovo terminala.
Leta 2004 sta Jat Airways in Montenegro Airlines nadaljevala polete iz Niša v Zürich, Pariz in Tivat. Leta 2010 je Wind Jet začel opravljati lete z letališčem v Forliju v Italiji, medtem ko je Montenegro Airlines dnevno opravljal lete  v Podgorico. Pot do Podgorice je bila leta 2013 ukinjena zaradi majhnega števila potnikov. Več kot dve leti (2014–2015) so bili leti iz in v Niš le čarterski.

### Nedavni razvoj
Povečano število prometa se je začela leta 2015, ko je nizkocenovna letalska družba Wizz Air začela opravljati lete v Basel in Malmö. Kmalu zatem je Ryanair temu sledil in napovedal polete v Berlin. Leta 2016 sta tako Wizzair kot Ryanair napovedala več letov iz Niša, oziroma Wizzair v Dortmund, Eindhoven, Memmingen in Ryanair v Weeze, Bergamo in Bratislavo. Kmalu po uvedbi teh letov je Niš doživel trimestno rast potniškega prometa, kar je preseglo prejšnji rekordni podatek. Oktobra 2016 je Turkish Cargo, letalski prevoznik za prevoz tovora, ki je del Turkish Airlines, začel redni tovorni promet med Nišom in Istanbulom. Novembra 2016 so družbe Swiss International Air Lines napovedale lete v Zürich, ki jih upravlja Airbus 320. Švicarji so decembra 2016 dobili neposredno konkurenco, ko je Germania Flug napovedala lete v Zürich, ki jih je od junija 2017 začel upravljati Airbus 319.
Decembra 2016 je bilo objavljeno, da je letališče Konstantin Veliki začelo prenovo svojega terminala s širitvijo prostora za prijavo in vkrcanje, pa tudi z izgradnjo nove zunanjosti in pritrditvijo strehe. Projekt skupaj financirajo vlada Srbije in lokalne oblasti.
Januarja 2018 je srbska vlada podelila 25-letno koncesijo največjega srbskega letališča Nikola Tesla beograjsko-francoskemu letališkemu operaterju Vinci Airports za vsoto 501 milijonov evrov.
V okviru dogovora so ostala tri srbska civilna letališča (letališče Konstantin Veliki Niš, letališče Užice-Ponikve in letališče Morava) omejena, kadar gre za letno širitev potniškega toka; v naslednjih 12 letih jim je dovoljeno povečati število potnikov na največ 1 milijon.
Obstajajo načrti, da bi se letališče Konstantin Veliki Niš povezalo s še dvanajstimi evropskimi mesti, potem ko bo srbska vlada objavila dokument o javnih interesih. Podjetjem z najboljšimi ponudbami bo dodeljenih 5 milijonov evrov. Dvanajst destinacij v javnem interesu so Frankfurt, Rim, Hannover, Ljubljana, Bologna, Budimpešta, Göteborg, Friedrichshafen, Karlsruhe, Salzburg, Nürnberg, in Tivat.

## Letalske družbe in destinacije

### Potniki
Naslednje letalske družbe na letališču Niš opravljajo redne in čarterske lete:
| Letalske družbe | Destinacije |
| --------------- | --- |
| Air Serbia      | Bologna, Friedrichshafen, Gothenburg, Hahn, Hannover, Karlsruhe/Baden-Baden, Ljubljana, Nuremberg, Rome–Fiumicino, Salzburg Redni leti: Tivat |
| Ryanair         | Bergamo, Berlin–Schönefeld, Bratislava, Malta                                                                                                 |
| Wizz Air        | Basel/Mulhouse, Dortmund, Memmingen, Malmö, Dunaj                                                                                             |

### Tovor
| Letalske družbe | Destinacije      |
| --------------- | ---------------- |
| Turkish Cargo   | Istanbul–Atatürk |

## Statistika
| Leto               | Št. potnikov | Sprememba | Št. letov | Sprememba | Tovor (t) | Sprememba |
| ------------------ | ------------ | --------- | --------- | --------- | --------- | --------- |
| 2004               | 19.040       | 927%      | 284       | 13%       | 147       | Rast      |
| 2005               | 26.787       | 41%       | 315       | 11%       | 452       | 207%      |
| 2006               | 35.518       | 33%       | 382       | 12%       | 112       | 75%       |
| 2007               | 30.453       | 14%       | 456       | 19%       | 448       | 300%      |
| 2008               | 22.870       | 24%       | 353       | 23%       | 163       | 64%       |
| 2009               | 17.159       | 25%       | 349       | 1%        | 390       | 139%      |
| 2010               | 23.627       | 38%       | 558       | 60%       | 1.554     | 298%      |
| 2011               | 25.112       | 6%        | 591       | 6%        | 705       | 66%       |
| 2012               | 27.426       | 9%        | 781       | 32%       | 322       | 54%       |
| 2013               | 21.700       | 21%       | 497       | 36%       | 343       | 10%       |
| 2014               | 1.335        | 93%       | 271       | 45%       | 285       | 19%       |
| 2015               | 36.200       | 2,611%    | 526       | 94%       | 553       | 91%       |
| 2016               | 124.917      | 345%      | 722       | 37%       | 1.967     | 355%      |
| 2017               | 331.582      | 165.4%    | 1.477     | 104.6%    | 2.537     | 29.3%     |
| 2018               | 351.582      | 6.0%      | 1.417     | 4%        | 688       | 74.5%     |
| 2019               | 422.255      | 20,0%     | 1967      | 39.0%     | 1180      | 71.5%     |
| 2020 (Jan. - Feb.) | 78.772       | 61%       | 388       | 99%       | 56077     | 14%       |
| Vir:               |              |           |           |           |           |           |

## Center za odzivanje v sili
Srbsko ministrstvo za notranje zadeve in rusko ministrstvo za izredne razmere sta leta 2009 na letališču ustanovila skupni center za odzivanje v sili. Leta 2011 sta bila v center poslana ruska Mil Mi-26 in Berijev Be-200 zaradi letalskih gasilskih dolžnosti. Center je bil dokončan in začel delovati leta 2012.

## Prometne povezave

### Avtobus
Obstajata dve avtobusni liniji, ki povezuje letališče z večino niških predmestjih - linija 34A (letališče-centralna avtobusna postaja-osrednja železniška postaja-letališče) in 34B (letališče-centralna železniška postaja-centralna avtobusna postaja-letališče). Ena sama vozovnica stane 60 dinarjev (0,51 evra) in jo je mogoče kupiti v avtobusu. Avtobusi so na voljo vsakih 30 minut.

### Taksi
Taksi storitev je na voljo kadar koli za katero koli mesto ali kraj.

### Najem avtomobila
Na letališču je na voljo osem agencij za najem avtomobilov.